# Marziale Carpinoni
Marziale Carpinoni (Clusone, 30 novembre 1649 – Clusone, 5 febbraio 1724) è stato un pittore italiano.

## Biografia
Figlio di Giovanni Antonio e nipote del celebre pittore Domenico Carpinoni, tra i maggiori del seicento bergamasco , rimase orfano del padre ed ebbe come tutore lo zio Pietro corriere postale. Nel 1669 a vent'anni, Marziale fu beneficiario del lascito di Ventura Fanzago per giovani studenti nelle arti liberali e poté studiare a Roma per tre anni, fino al 1672. Non è provata la sua presenza nella bottega del pittore romano Ciro Ferri: l'influenza della pittura romana  fu alquanto limitata su Marziale. La conoscenza di tale pittura probabilmente si limitò alle opere del Ferri presenti in santa Maria Maggiore a Bergamo dal 1667. Tornato in patria, dal 1685 si stabilì definitivamente a Clusone dove sposò un non bene identificata Maria. Dal matrimonio nacquero tra il 1689 ed è 1699 ben sette figli tra i quali anche Maria Carpinoni citata come pittrice dal Tassi ma senza alcun riferimento preciso alle sue opere.
A Clusone, Marziale si dedicò a un'attività pittorica alquanto modesta.

## Opere
- San Giuseppe col Bambino e Angelo custodi - Chiesa parrocchiale di San Giacomo di Averara
- I santi Domno, Domneone ed Eusebia - Prima sagrestia della Cattedrale di sant'Alessandro di Bergamo
- Tre santi che intercedono per le anime del Purgatorio - Museo diocesano Bernareggi di Bergamo
- La Santissima Trinità ed angeli - Sagrestia della Basilica di santa Maria Assunta di Clusone
- Madonna col Bambino e i santi Rocco, Alessandro e Antonio abate - Altare di san Lorenzo nella Basilica di santa Maria Assunta di Clusone
- Ciclo di pitture: Crocefissione, Deposizione dalla croce, Assunzione di Maria Vergine, Natività, Adorazione dei Magi, Presentazione al tempio, Pentecoste, Immacolata, Davide ed il leone, Davide suona l'arpa, Davide e Golia, Ester ed Assuero, Giuditta ed Oloferne, Gioele e Sisara - Santuario della Beata Vergine della Torre di Sovere;
- Annunciazione - Sagrestia del Santuario della Madonna della Torre di Sovere
- Misteri del Rosario - Chiesa di Ponte Nossa[3]
- Sant'Antonio da Padova adora Gesù Bambino - chiesa parrocchiale di Schilpario[3]
- Martirio di San Lorenzo - chiesa parrocchiale di Angolo Terme[3]
- Madonna col Bambino ed i santi Gio Battista e Pietro - Chiesa di Stezzano[3]
- Santo Stefano - Battesimo del Cristo - Basilica di santa Maria Assunta di Clusone[4]
- Miracolo di Venturina de Bonelli - Santuario della Madonna della Gamba di Desenzano al Serio[4]
- Battesimo di Cristo e tre santi - Cattedrale di sant'Alessandro di Bergamo[4]